# St. Jakob (Antwerpen)

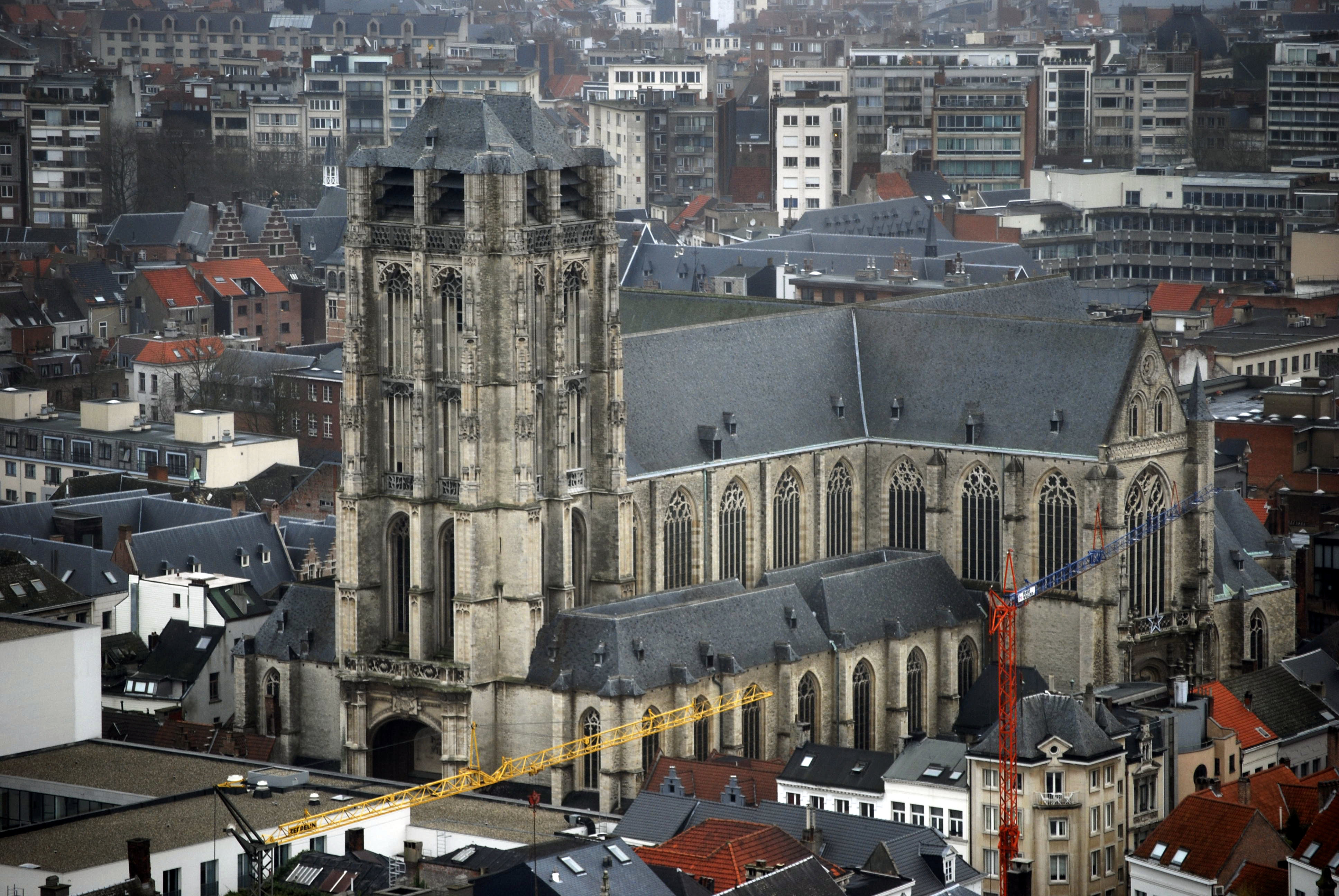
St.-Jakobs-Kirche von Südwesten

Die römisch-katholische Kirche Sankt Jakob (niederländisch Sint-Jacobskerk) ist eine gotische Basilika mit barocker Ausstattung in Antwerpen. Sie ist bekannt für die Grabstätte des Malers Peter Paul Rubens.

## Geschichte

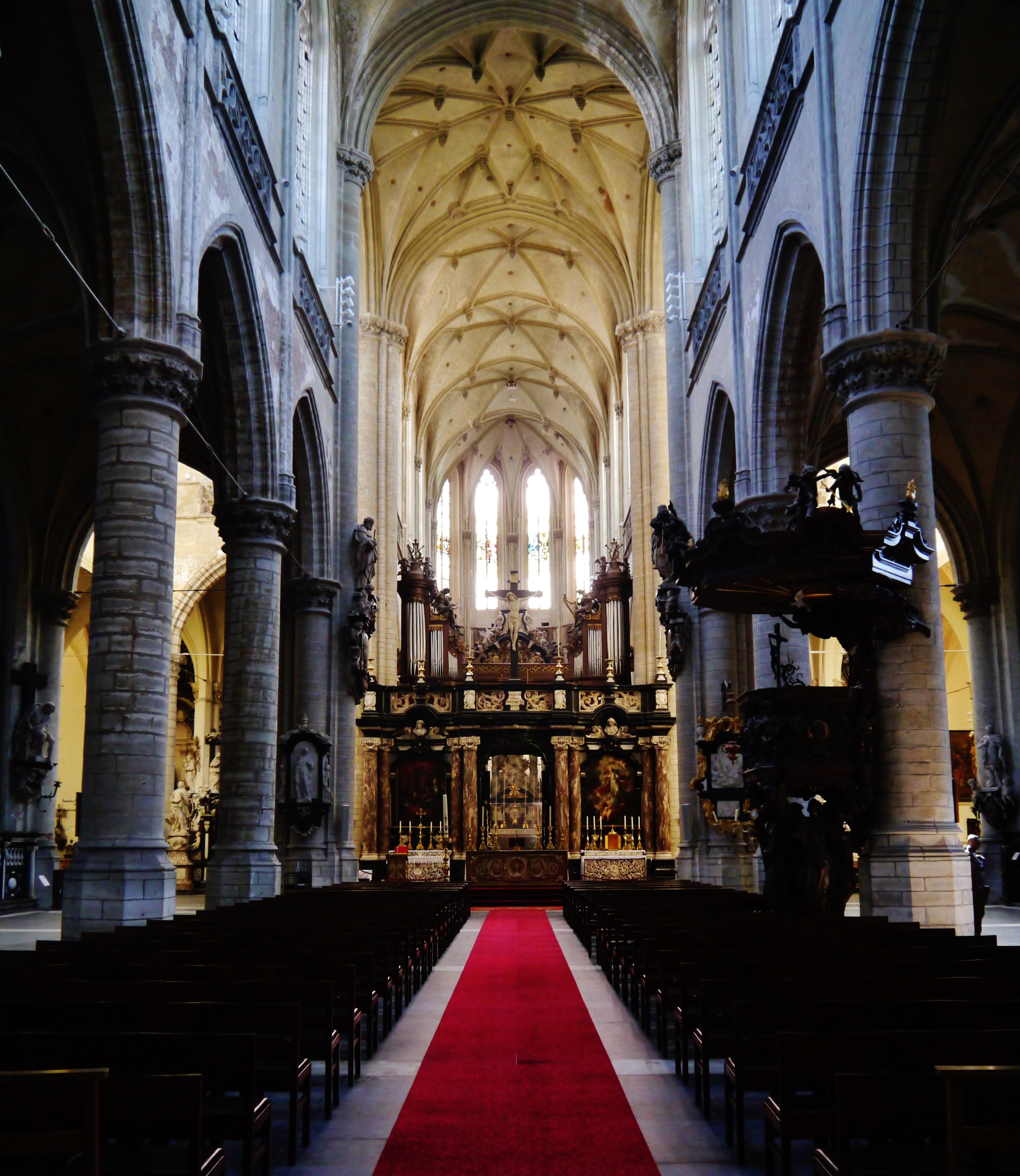
Innenansicht nach Osten
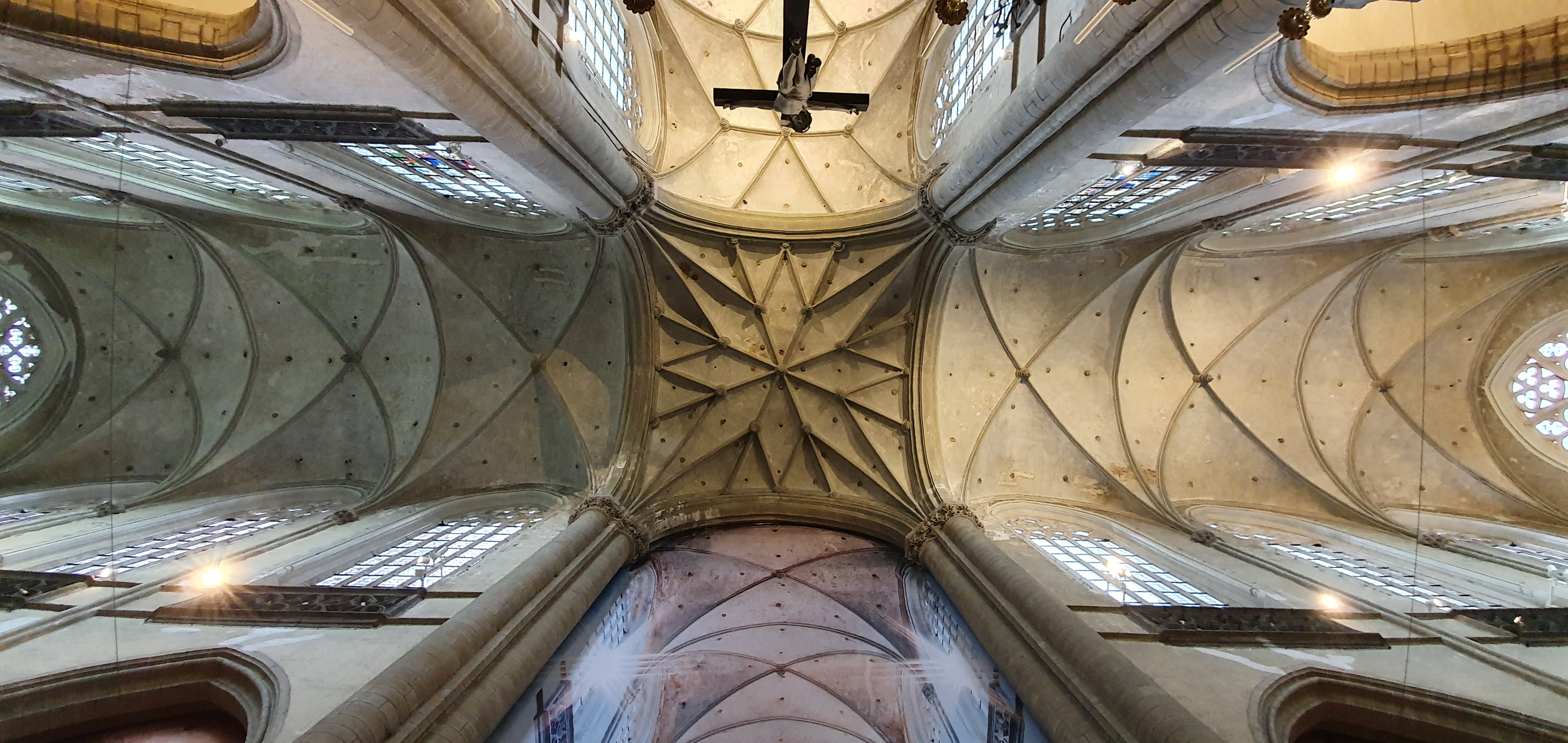
Decke von Norden nach Süden
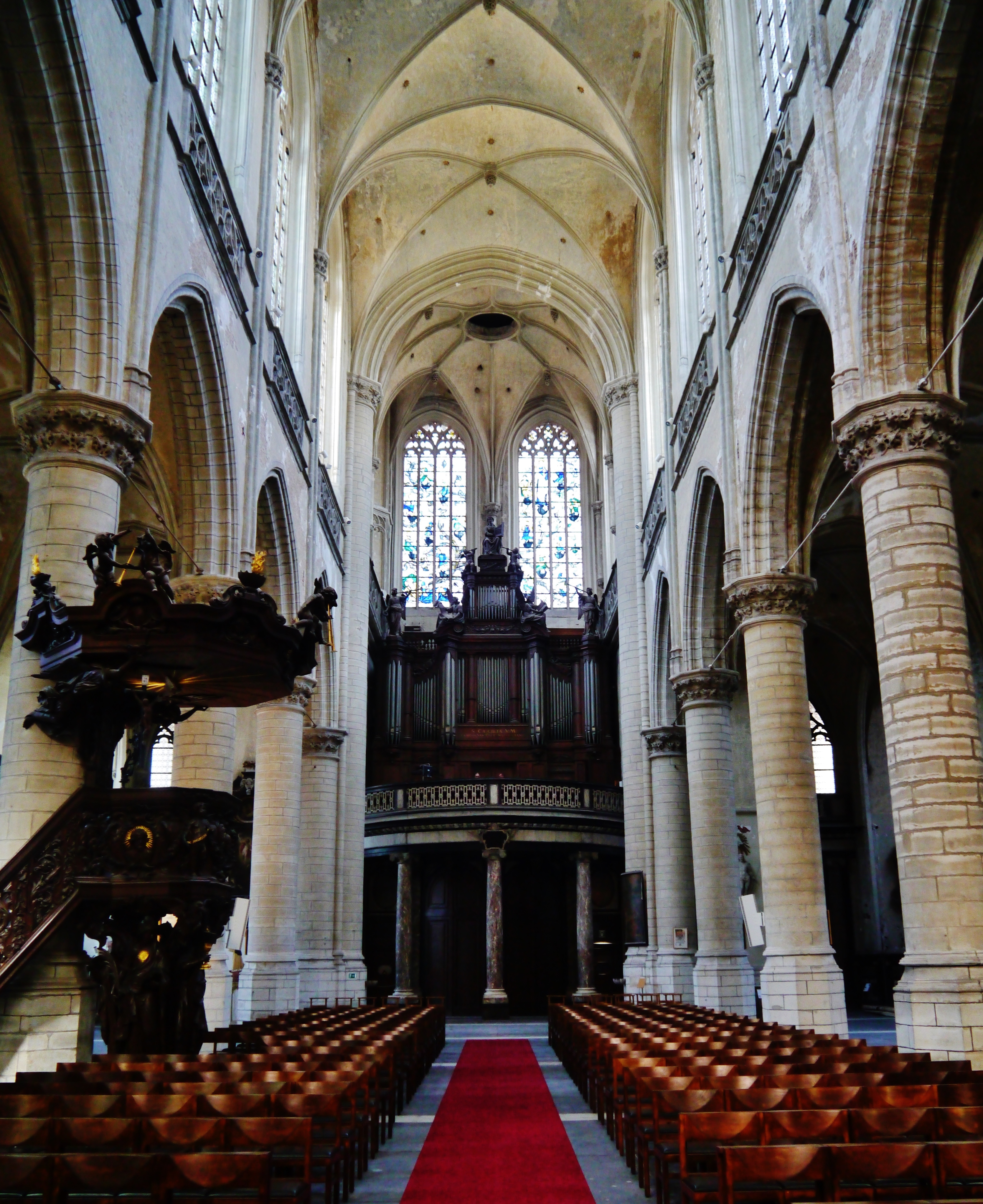
Innenansicht nach Westen

Die Kirche wurde zwischen 1491 und 1656 im Stil der Brabanter Gotik erbaut und dem Patronat des Apostels Jakobus dem Älteren anvertraut. Die südlichen und westlichen Portale zeigen den Einfluss und den Schmuck der Renaissance. Die Jakobskirche wurde von den Architekten Herman de Waghemakere, seinen Söhnen Domien de Waghemakere und Herman de Waghemakere dem Jungen und Rombout Keldermans, einem Mitglied der Mechelner Architektenfamilie Keldermans, entworfen. Es war vorgesehen, dass diese Kirche die größte gotische Kirche der Welt werden sollte. Mit dem Bau des Turms wurde um 1491 begonnen; der Plan wurde jedoch nur teilweise verwirklicht. Die Proportionen des bestehenden Teils geben eine Vorstellung davon, wie groß die Kirche bei vollständiger Fertigstellung geworden wäre. Der Turm sollte 150 m hoch werden und damit die Höhe der Türme der Liebfrauenkathedrale übertreffen. Nur ein Drittel des Turms wurde realisiert. Das Bauwerk ist dreischiffig mit Querhaus, Umgang und Kapellenkranz gestaltet und zeigt damit das vollständige Raumprogramm einer gotischen Kathedrale. Der Hauptraum ist 98 m lang und 55 m breit. Der Turm hat eine Höhe von 55 m. Das Kirchenschiff enthält 73 Pfeiler und 23 Altäre.
Am Seiteneingang der Kirche befindet sich eine Gedenktafel, die auf den Aufenthalt von Ignatius von Loyola in der Stadt Antwerpen während seiner Ausbildung hinweist. Die Kirche beherbergte Altäre einer Reihe von kleineren Handwerken, Zünften und Bruderschaften. Während der Französischen Revolution blieb das Innere durch die bewusste Entscheidung des Pfarrers Mortelmans, der den Eid des Hasses gegen das Königtum leistete, unangetastet. Die Kirche kann zu Recht als die einzige Antwerpener Kirche mit intaktem Innenraum betrachtet werden, die für das 17. und 18. Jahrhundert charakteristisch ist. Durch die Bombardierungen im Jahr 1944 verlor die Kirche den größten Teil ihrer Glasmalereien.
Die Kirche ist Sitz der flämischen Arbeitsgruppe für zeitgenössische lateinische Liturgie (Zweig der niederländischen Vereinigung für lateinische Liturgie), die lange von Luc Jozef Gerard De Maere geleitet wurde. Seit dem 1. Juli 2012 steht die Pfarrei unter der Leitung des Norbertiners Bruno Aerts.

## Restaurierung
Die jüngsten Arbeiten am Kirchengebäude wurden am Ende des 20. Jahrhunderts durchgeführt. Im Jahr 1963 wurde unter der Leitung des Architekten Jos Gabriëls mit der Restaurierung des Äußeren der Kirche begonnen. Nach seinem Tod im Jahr 1979 übernahm der Architekt Rutger Steenmeijer die Bauleitung. Es folgten eine gründliche bauarchäologische Untersuchung und eine umfangreiche Studie zur Architektur des Innenraums der Kirche. Bei der Erforschung der Deckschichten wurden viele Wandmalereien entdeckt. In der St. Rochus-Kapelle wurde das riesige Wandgemälde Het Laatste Oordeel (Das Jüngste Gericht) aus dem 16. Jahrhundert freigelegt. Zwischen 2012 und 2017 wurde in der Kirche eine Klimaanlage installiert und auch die Beleuchtungs- und Tonanlage wurden komplett erneuert. Außerdem wurden fünf Glasmalereien untersucht, restauriert und hinter eine Schutzverglasung gesetzt. Im Jahr 2017 übernahm die Architektin Stefanie Reyskens das Projekt und begann mit der Erstellung eines Erhaltungsplans und den Vorbereitungen für eine vollständige Restaurierung des Kirchengebäudes.
Am 1. Oktober 2017 genehmigte die Welterbe-Agentur den Erhaltungsplan für die St.-Jakobs-Kirche mit Nebengebäuden. Mit der Genehmigung des Erhaltungsplans stimmt die Behörde den Erhaltungsmaßnahmen (Wiederherstellungs- und Pflegearbeiten) über einen Zeitraum von zwanzig Jahren zu.

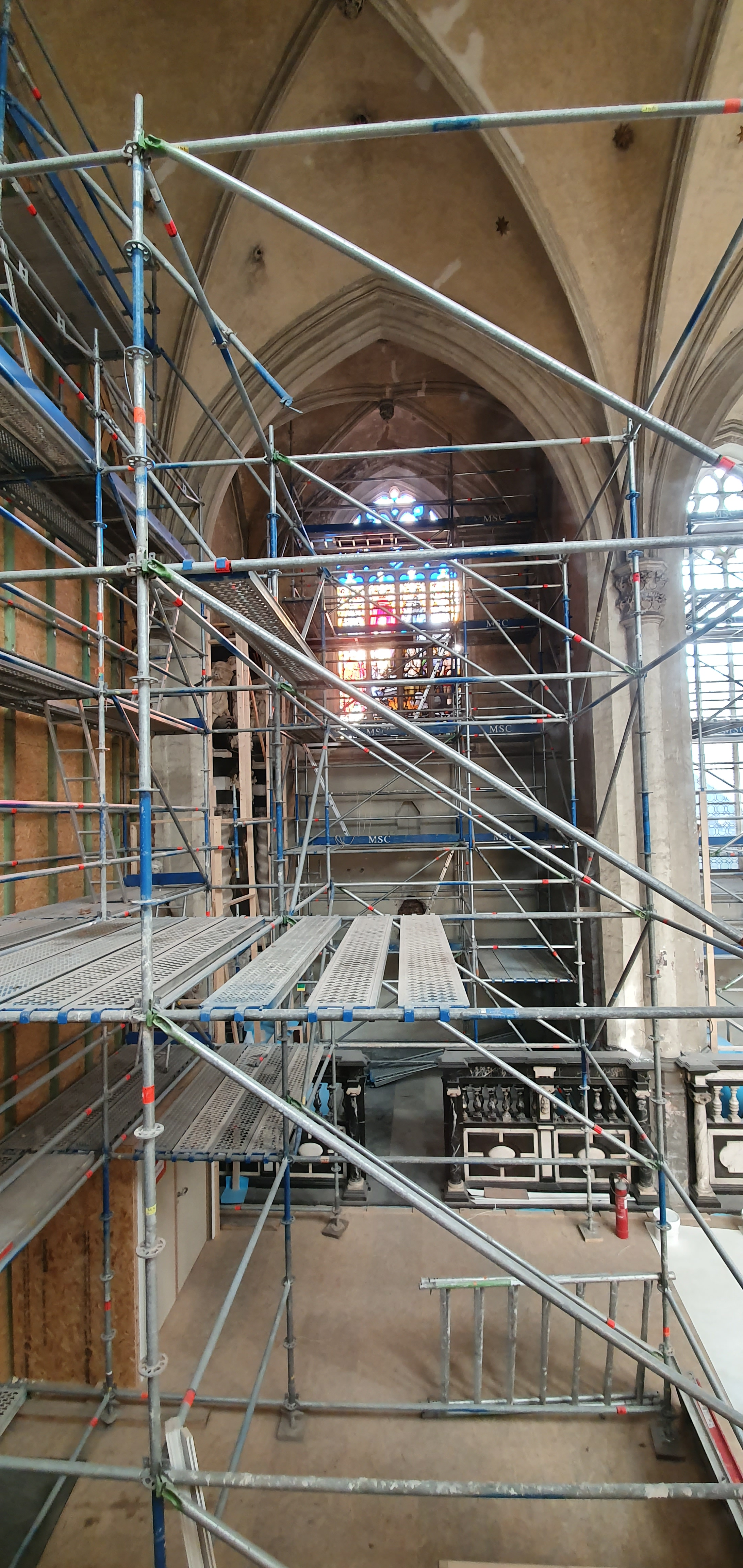
November 2019

Am 23. März 2018 unterzeichneten die flämische Regierung und die Stadt Antwerpen die mehrjährige Fördervereinbarung. Insgesamt werden 16.750.000 Euro für die Restaurierung der Kirche aufgewendet. Flandern übernimmt einen Teil dieses Budgets und gewährt einen Kulturerbe-Zuschuss von 8.780.000 Euro für dieses Projekt. Dank dieser Zuschüsse konnte die Gesamtsanierung der Kirche im Januar 2019 beginnen.
Bei der Gesamtsanierung wird sowohl das Äußere als auch das Innere der Kirche in Angriff genommen. Die Ausführung erfolgt in zwei Hauptphasen. Zunächst werden die Westseite der Kirche (Kirchenschiff, Seitenschiffe und Kapellen) und die westlichen Nebengebäude renoviert. Danach beginnen die Arbeiten an der Ostseite (Querschiff, Hochchor, Umgang und Kapellen) des Gebäudes. Die gesamte Restaurierung wird 10 Jahre dauern.
Im Außenbereich werden zunächst die Dächer restauriert. Gleichzeitig finden die notwendigen Reparaturen an den Fassaden statt. Die Glasmalereien (mit Ausnahme der kürzlich restaurierten) werden ausgebaut, gereinigt und mit einer Schutzverglasung versehen. Diese enthält eine UV-beständige Folie, die das Sonnenlicht filtert und so die besonders wertvollen Kunstwerke in der Kirche vor schädlichen UV-Strahlen schützt. Außerdem sind die Farbglasfenster nicht mehr Wind und Wetter ausgesetzt und verbessern das Innenklima der Kirche. Im Inneren wurden die beiden Orgeln und die Glocken erneuert. Auch die vielen Statuen und die hölzerne und steinerne Ausstattung werden restauriert und die Putz- und Malerarbeiten werden wiederhergestellt. Eine Reihe von alten Wandmalereien, die derzeit mit weißer Farbe übermalt sind, werden freigelegt.
Die Kirche soll während der Bauzeit für Kirchgänger und Besucher teilweise zugänglich bleiben. Der Baustellenbereich wird durch eine große Gewebewand abgeschirmt. Ein Sichtbereich in dieser Wand ermöglicht es Besuchern und Kirchgängern, die Arbeiten zu verfolgen. Weitere Informationen und Bilder zur Restaurierung sind in der Ausstellung im Querschiff der Kirche zu finden. Die Stadt Antwerpen hat mit der App „Antwerpener Museum“ auch fünf virtuelle Rundgänge in der Kirche ermöglicht.
Aufgrund der Restaurierungsarbeiten sind einige wichtige Altäre und Kunstwerke nicht mehr zu sehen. Deshalb wird das beeindruckende Triptychon Das Jüngste Gericht oder das Rockox-Triptychon von Jan van Hemessen (Hemiksem, ca. 1500–1556/57) für etwa fünf Jahre im Museum Snijders & Rockoxhuis ausgestellt sein.

## Kunstwerke der Kirche

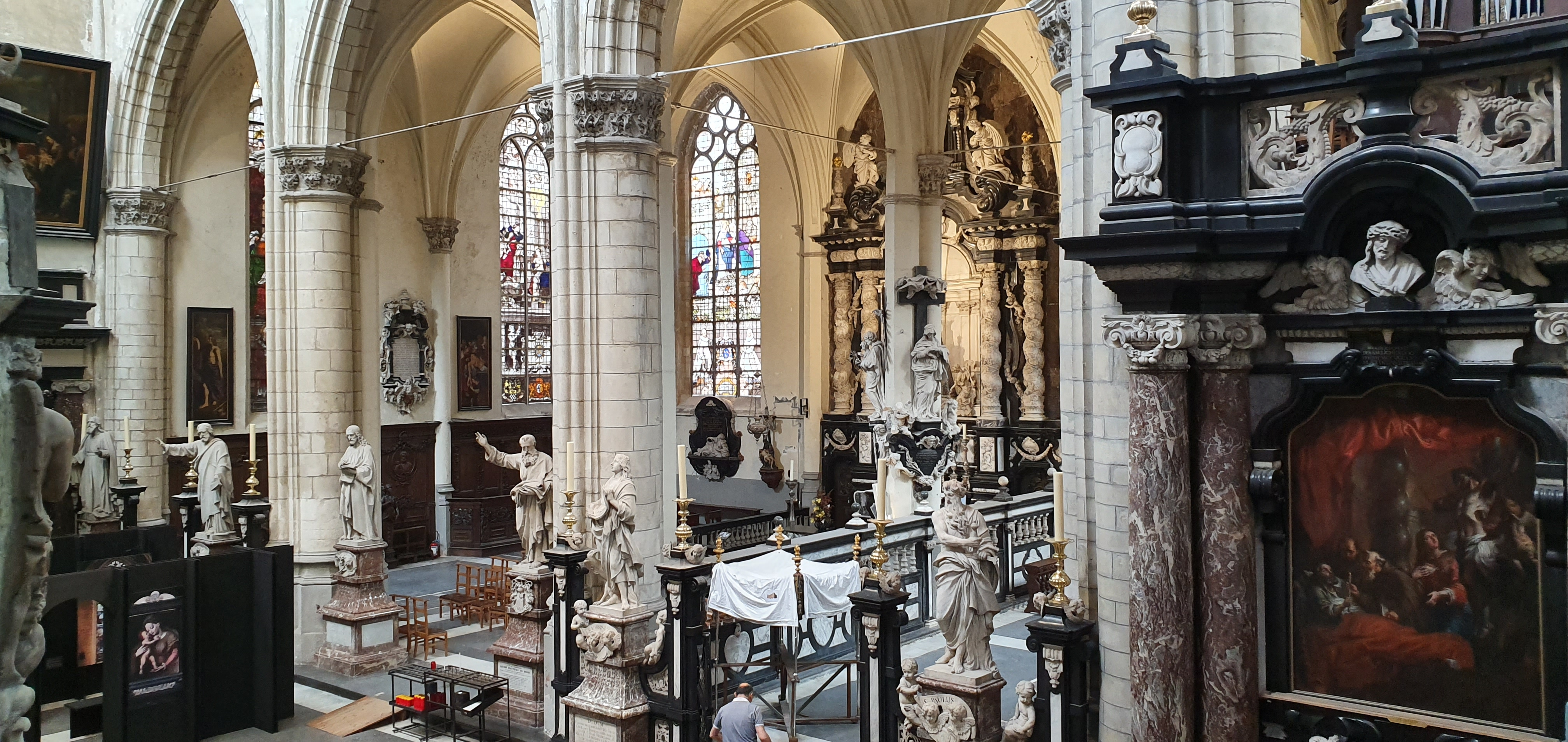
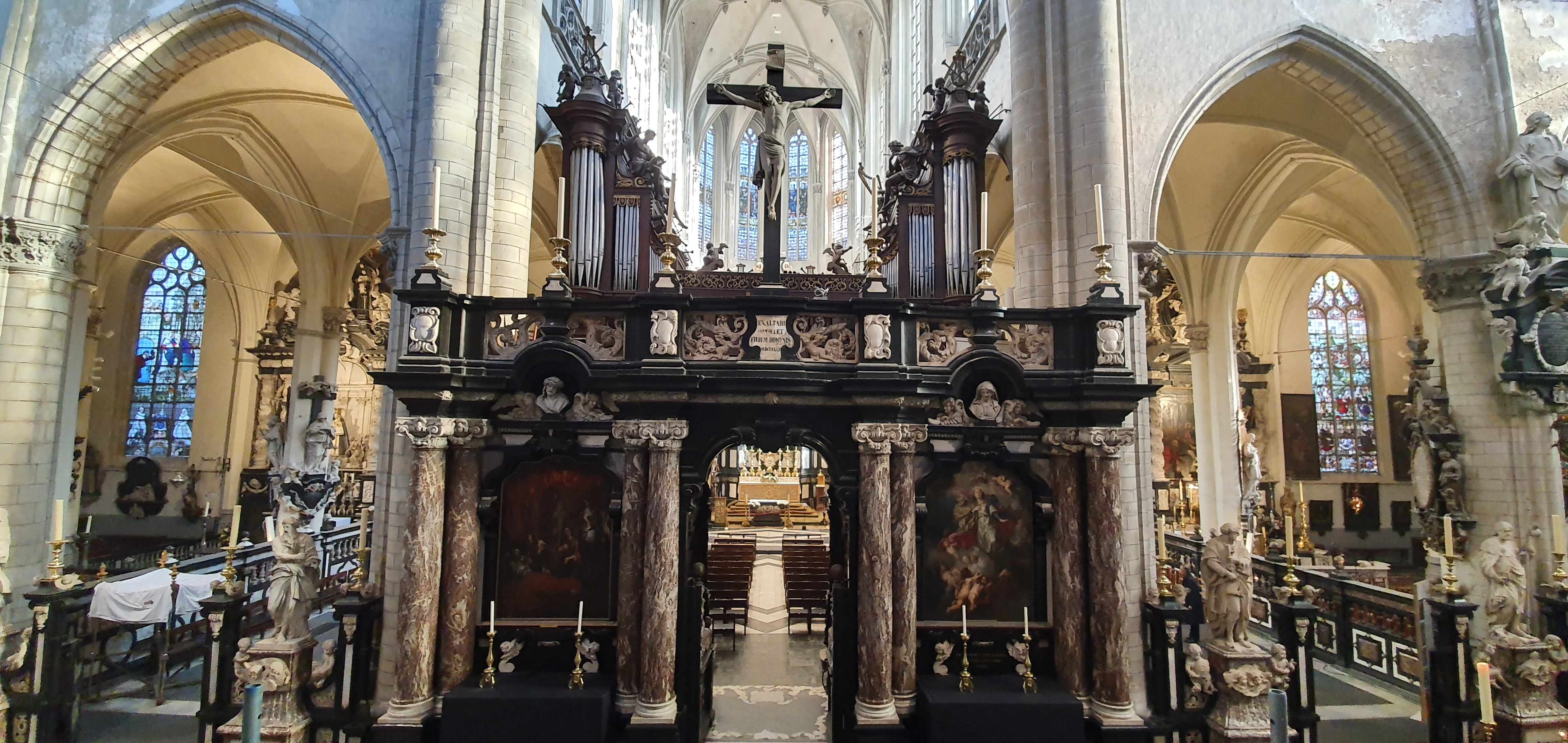
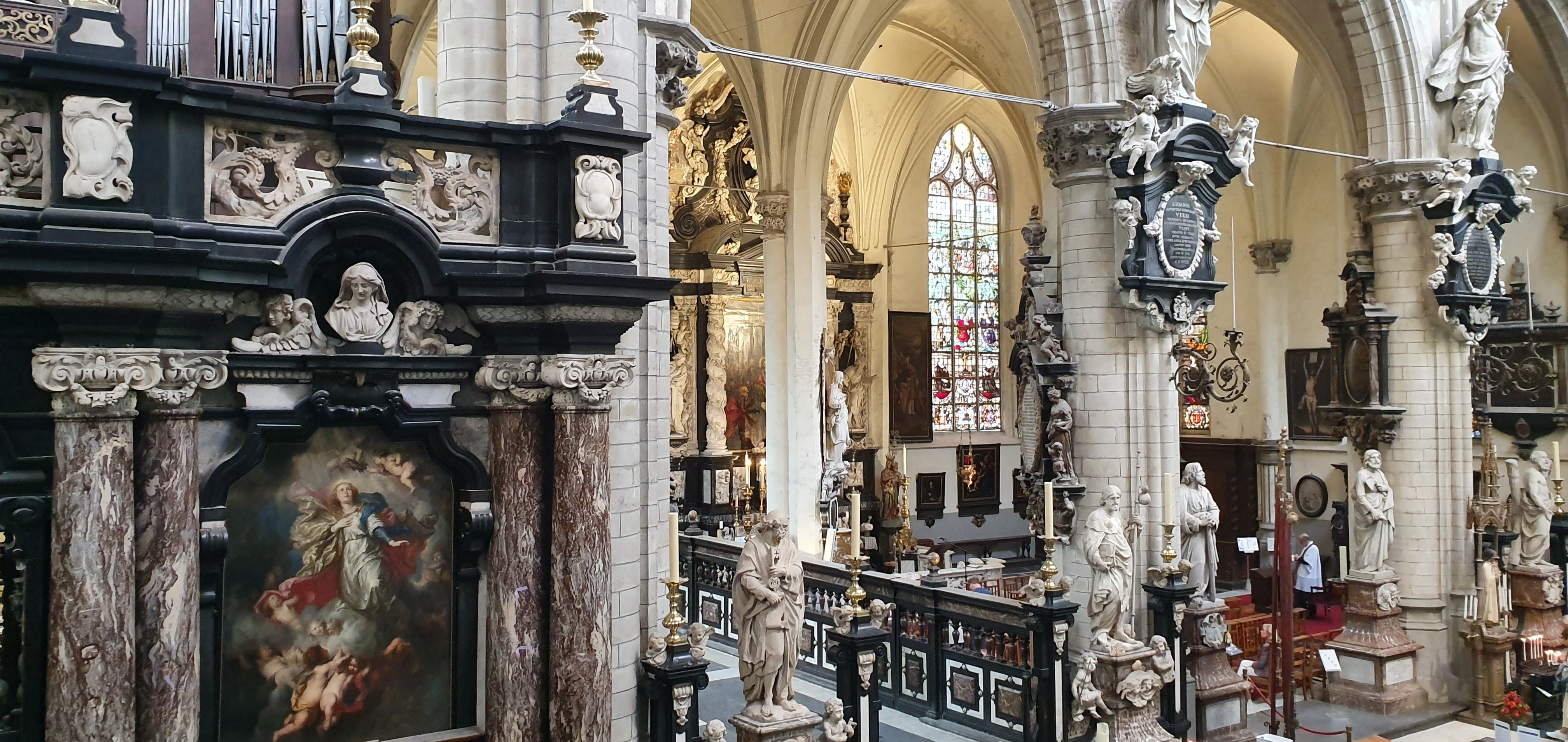
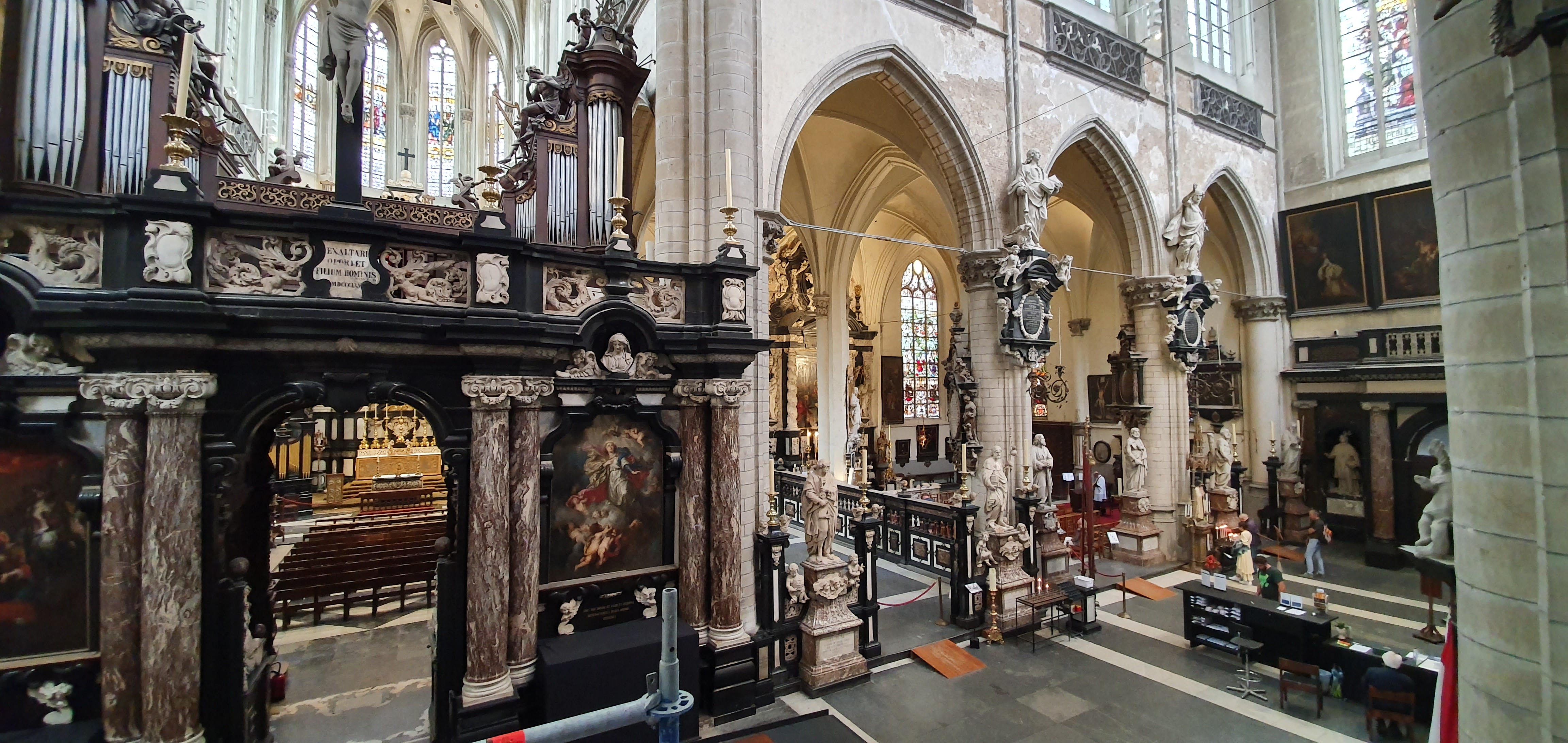

Die Kirche besitzt eine Reihe bemerkenswerter Kunstwerke wie ein Gemälde als Altarbild von Peter Paul Rubens und zwei Bilder von Jacob Jordaens (Der heilige Karl Borromäus mit Opfern der Pest und Die Berufung des Apostels Petrus) und eine Vielzahl von Skulpturen und Glasfenster.

### Altarbilder und Skulpturen

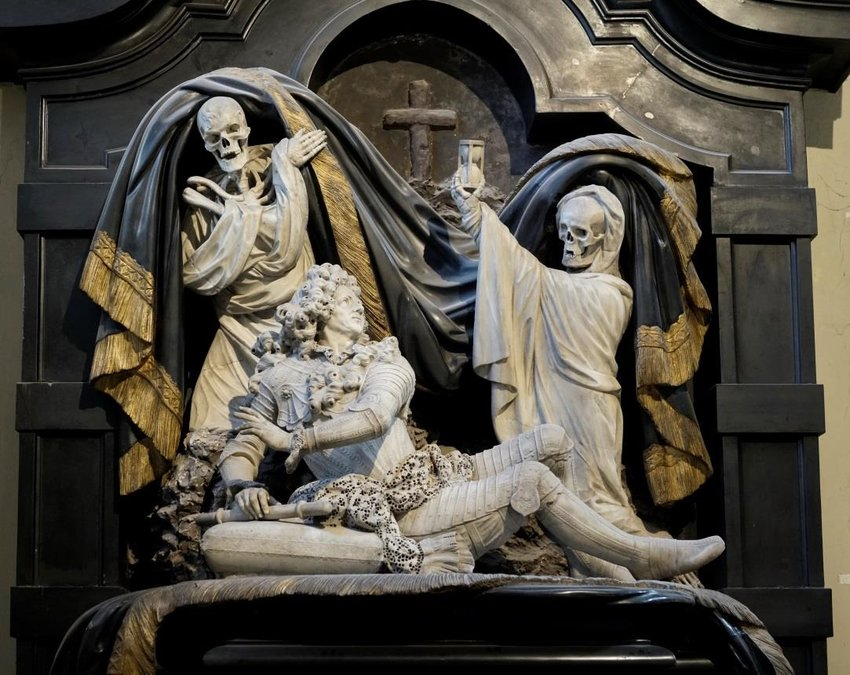
Grabstein für Francisco Marcos de Velasco von Pieter Scheemaeckers

Der Hauptaltar von Artus Quellinus dem Jüngeren ist eine Verherrlichung von Jakobus. Ein Thron, auf dem Gottvater sitzt, steht unter einem Baldachin in Form einer großen hölzernen Jakobsmuschel. Das Chorgestühl wurde von Artus Quellinus dem Jüngeren und seinem Vater geschaffen. Hier kam das Kapitel zusammen, das der damaligen Stiftskirche von 1656 bis 1802 diente. Die Bilderstürmer zerstörten in den Jahren 1566 und 1581 eine große Anzahl von Kunstwerken der Gotik und Frührenaissance. Nach der calvinistischen Periode in Antwerpen wurde die Kirche wieder an die Katholiken übergeben. Die Barockzeit erweiterte das Kunstgut erneut. Damals entstand das Bild des Kirchenraumes, wie er heute noch erlebbar ist.
Bemerkenswert sind die 12 rekonstruierten und restaurierten Altartafeln des St.-Rochus-Altars von 1517, die das Leben des Heiligen Rochus erzählen. Sie hängen derzeit in der letzten Kapelle des südlichen Seitenschiffs neben dem Baptisterium. Der Pilger Rochus aus Montpellier, der sich in Italien um die Pestkranken kümmerte und um 1337 selbst an der Krankheit starb, wurde auch in Antwerpen als Pestheiliger verehrt. Die erste Erwähnung einer St.-Rochus-Gilde in St. Jakobus stammt aus dem Jahr 1504.
Das Werk von Jacob Jordaens aus dem Jahr 1616 mit dem Titel Die Berufung des Apostels Petrus ist ein Geschenk aus dem Jahr 1844 von dem wohlhabenden Bürger Antoon Van Camp. Es ist nicht als Altarbild gedacht, sondern wurde wegen seiner horizontalen Form für den Kamin seines Privathauses angefertigt.
Das bemerkenswerteste Kunstwerk in dieser Kirche ist das Grabmal von Don Francisco Marcos de Velasco in der nordwestlichen Ecke. Don Francisco war im 17. Jahrhundert der letzte Wächter der Zitadelle von Antwerpen. Nach dem Tod dieses Wächters im Jahre 1693 entwarf Pieter Scheemaeckers diese dramatische Skulpturengruppe. Das zentrale Thema dieses Werkes ist der Wächter, der vergeblich versucht, den Tod abzuwehren. Das Ganze erinnert an die monumentalen Papstgräber von Gian Lorenzo Bernini in Rom, sowohl durch die theatralische Anordnung als auch durch die Kombination von Marmor und Farben.
Zwischen etwa 1500 und 1800 war die St.-Jakobs-Kirche die Pfarrkirche berühmter Antwerpener wohlhabender Bürger. Einige von ihnen ließen in dieser Kirche eine Grabkapelle errichten. Der Boden der Kirche ist mit 1300 Grabsteinen bedeckt, darunter die der Maler Jan Boeckhorst, Hendrick van Balen und Godfried Maes.
Im Jahr 1858 wurde ein Kreuzweg mit vierzehn Stationen gehängt; sieben sind von Joseph Geefs und sieben von Petrus Josephus De Cuyper (* 16. November 1808 in Antwerpen; † 10. November 1883 in Duffel).
Die historische liturgische Bibliothek der Kathedrale Unserer Lieben Frau und der St.-Jakobs-Kirche wird in der Hendrik Conscience Heritage Library aufbewahrt.

### Orgeln
Die Kirche enthält wertvolle Orgeln, die von vielen berühmten Organisten gespielt wurden, unter anderem von Henry Bredemers.

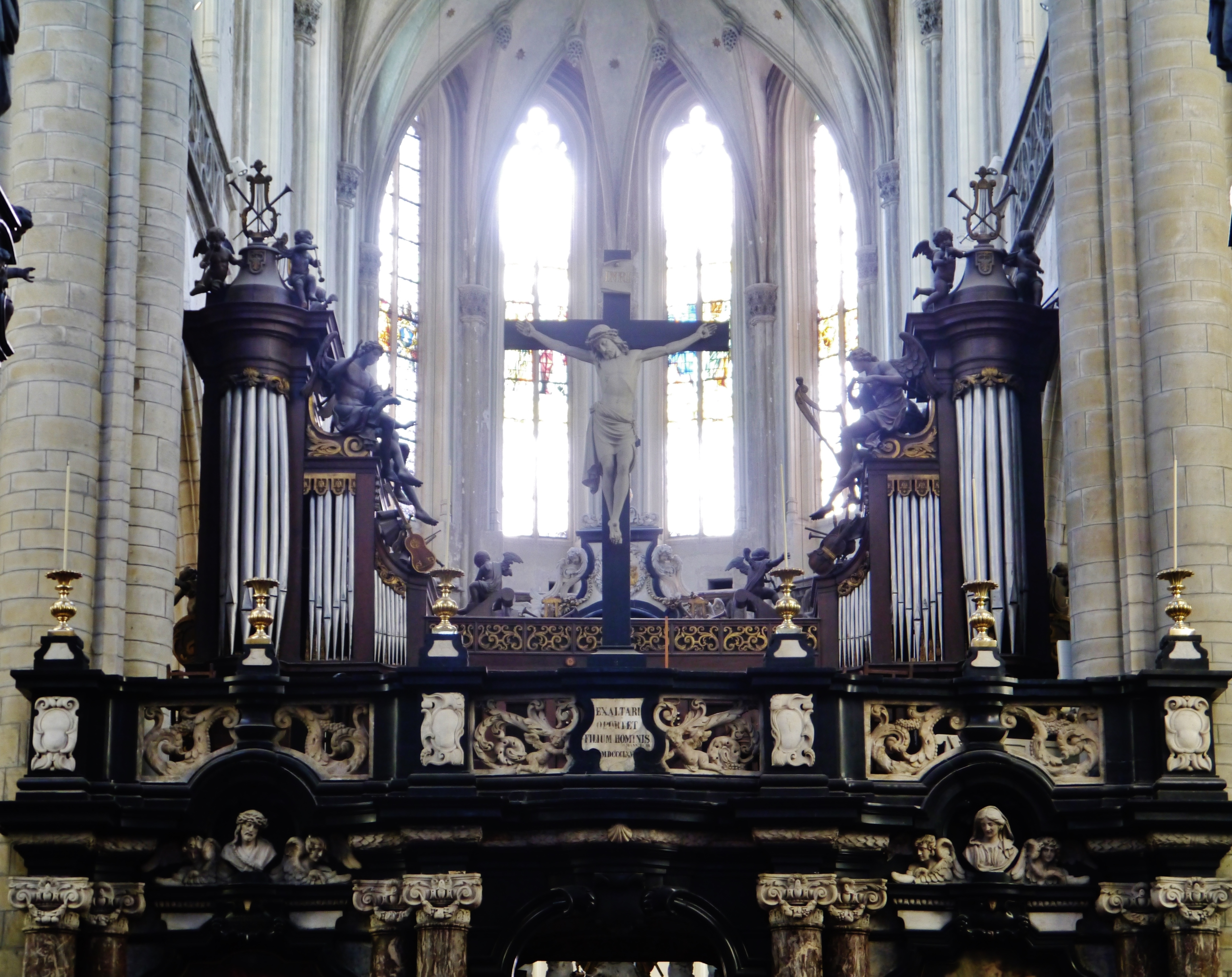
Lettnerorgel

Die Chororgel, 1729 von Jean Baptiste Forceville gebaut, ist original, einschließlich der mechanischen Traktur, die noch erhalten ist. Sie wurde mehrfach überarbeitet und hat 25 Register auf zwei Manualen und Pedal.
| Hoofdwerk C–f3 |     |
| Principal (D)  | 16' |
| Bourdon        | 16' |
| Montre         | 08' |
| Gemshorn (D)   | 08' |
| Bourdon        | 08' |
| Viola di Gamba | 08' |
| Prestant       | 04' |
| Flauto         | 04' |
| Nasard         | 03' |

| (Fortsetzung)   |     |
| Doublette       | 02' |
| Flautino        | 02' |
| Grand Cornet VI |     |
| Fourniture IV   |     |
| Bombarde        | 16' |
| Trompette       | 08' |
| Hautbois (D)    | 08' |
| Clairon (B)     | 04' |

| Positief C–f3     |      |
| Montre            | 08'  |
| Bourdon           | 08'  |
| Prestant          | 04'  |
| Flûte Douce       | 04'  |
| Violine           | 02'  |
| Cornet de Récit V |      |
| Euphone (B,D)     | 08'  |
| Trompette (B,D)   | 08'  |
| Cor Anglais       | 08'. |

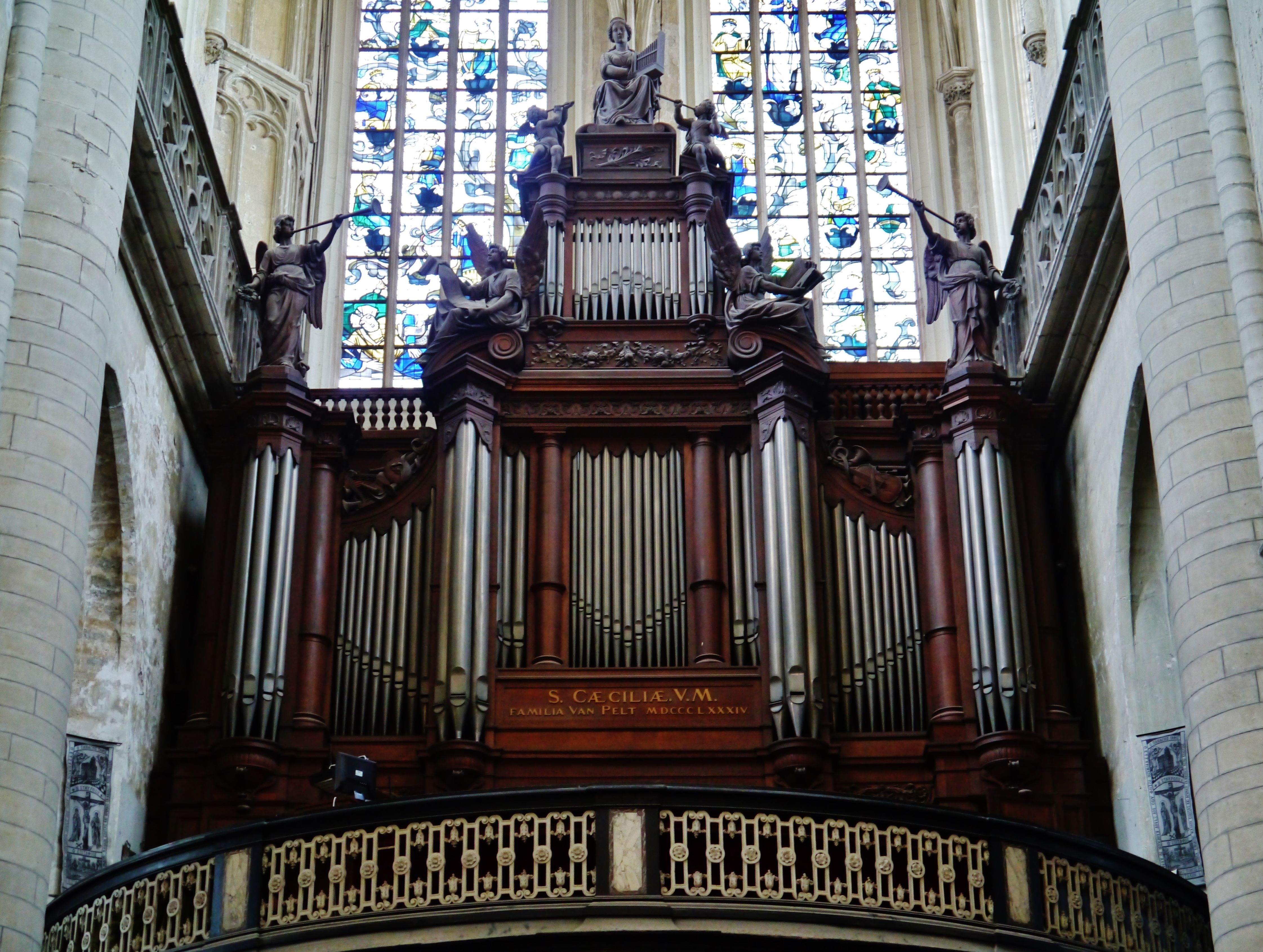
Prospekt der Hauptorgel

Die große Orgel wurde 1884 von Charles Anneesens gebaut, hat 55 Register auf drei Manualen und Pedal und ist im romantischen Stil gehalten.
| Grand Orgue C–g3     |     |
| Montre               | 32' |
| Montre               | 16' |
| Bourdon              | 16' |
| Violon Major         | 16' |
| Principal            | 08' |
| Flûte traversière    | 08' |
| Salicional           | 08' |
| Bourdon harmonique 0 | 08' |
| Prestant             | 04' |
| Flûte                | 04' |
| Quinte               | 03' |
| Octavin              | 02' |
| Plein Jeu III-V      |     |
| Cornet II-V          |     |
| Bombarde             | 16' |
| Trompette            | 08' |
| Musette              | 08' |
| Clairon              | 04' |

| Positif Expressif C–g3 |     |
| Bourdon                | 16' |
| Diapason               | 08' |
| Viola                  | 08' |
| Holflûte               | 08' |
| Unda Maris             | 08' |
| Traversière            | 08' |
| Flûte octaviante       | 04' |
| Octavin                | 02' |
| Basson                 | 16' |
| Trompette              | 08' |
| Clarinette             | 08' |

| Récit Expressif C–g3 |     |
| Bourdon              | 16' |
| Gemshorn             | 08' |
| Gambe                | 08' |
| Voix céleste         | 08' |
| Flûte douce          | 08' |
| Echo Flûte           | 04' |
| Violine              | 04' |
| Piccolo              | 02' |
| Piccolo              | 01' |
| Plein Jeu III        |     |
| Trompette douce 0    | 08' |
| Basson-Hautbois      | 08' |
| Voix humaine         | 08' |

| Pédale C–f1     |     |
| Flûte ouverte 0 | 32' |
| Contrebasse     | 16' |
| Soubasse        | 16' |
| Quintaton       | 12' |
| Flûte           | 08' |
| Basse           | 08' |
| Flûte           | 04' |
| Contretuba      | 32' |
| Bombardon       | 16' |
| Tubasson        | 08' |

### Die Grabkapelle von Peter Paul Rubens

#### Oberirdischer Teil der Kapelle

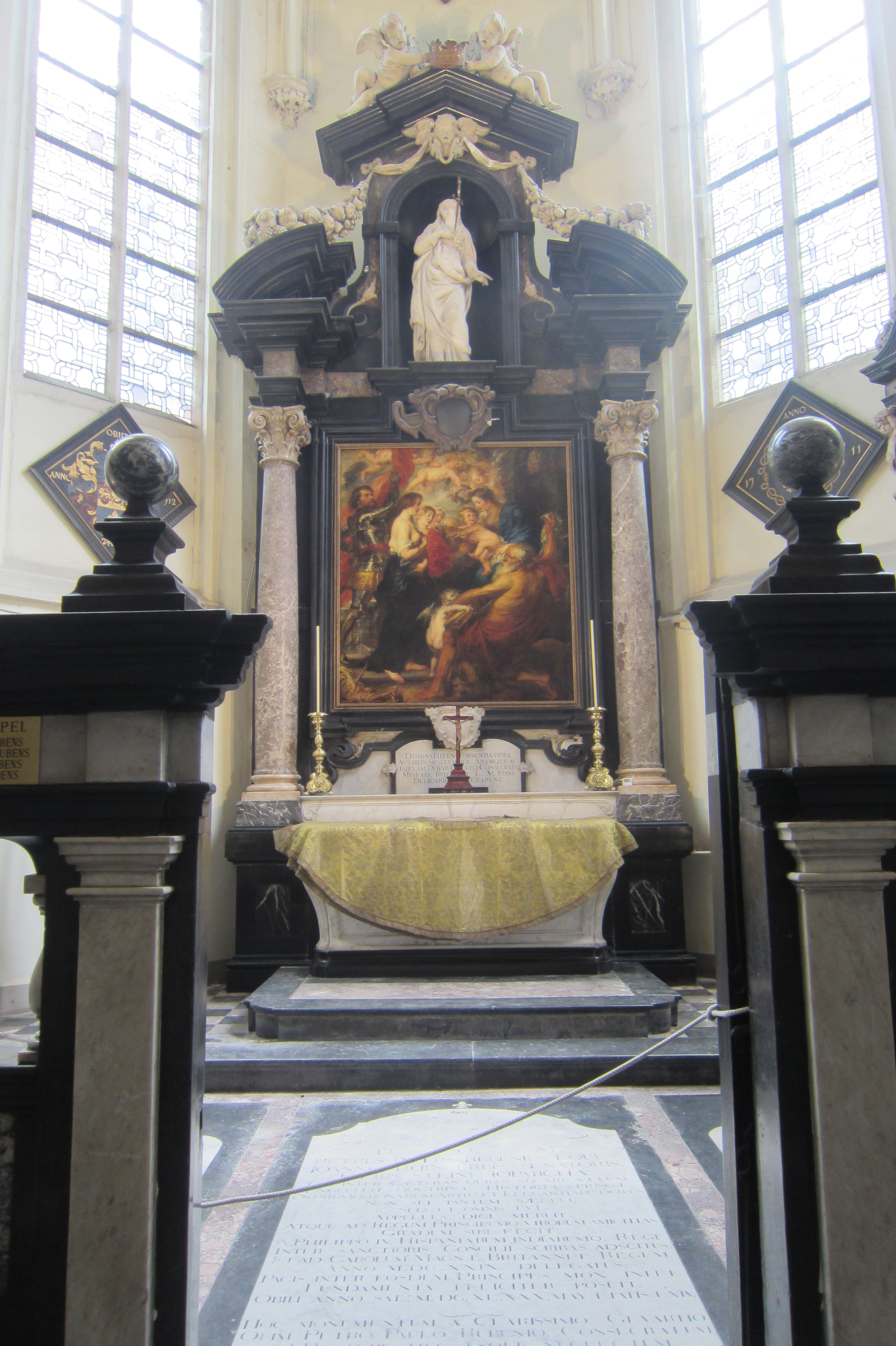
Grabkapelle Rubens’ mit eigenhändigem Gemälde Madonna umgeben von Heiligen

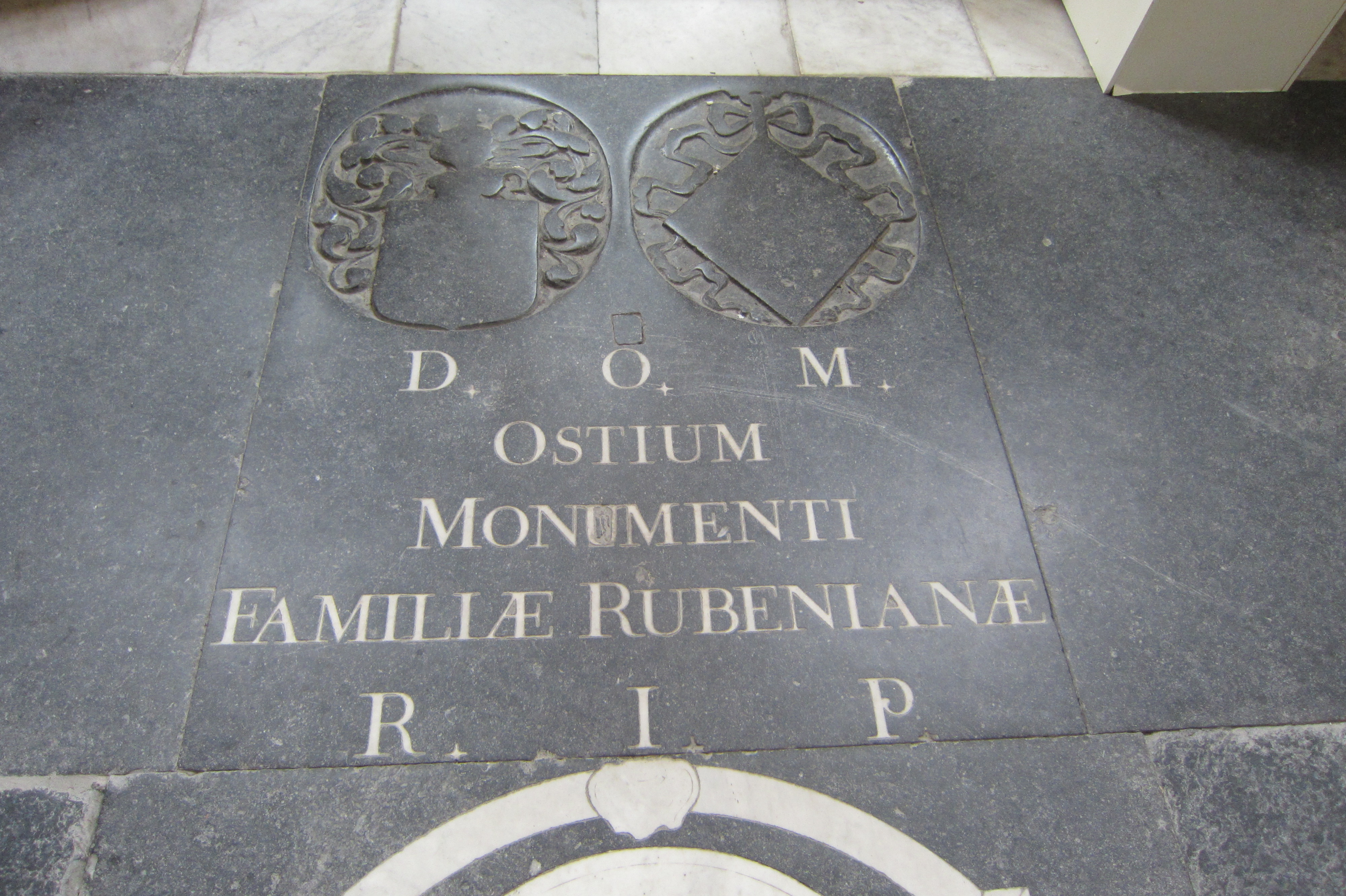
Grabstein Familie Rubens am Eingang zur Grabkapelle

Die bekannteste Grabkapelle dieser Kirche ist die östlichste, Unsere Schmerzensreiche Muttergottes, unter deren Grabplatte sich die Krypta mit den sterblichen Überresten von Peter Paul Rubens und seiner Familie befindet. Diese Grabkapelle wird heute Rubenskapelle genannt. Erst auf dem Sterbebett stimmte Rubens dem Bau der Kapelle über seinem Grab zu, für die er einige Anweisungen bezüglich der Ausschmückung gab. Die Grabkapelle wurde erst 1645, fünf Jahre nach seinem Tod, fertiggestellt. Der ursprüngliche Name der Kapelle bezieht sich auf die Statue der Schmerzhaften Muttergottes von Lucas Faydherbe (1617), die den Altar krönt. Die Statue gehörte zur Kunstsammlung von Rubens, der sie für seine Grabkapelle vorgesehen hatte. Das herzdurchdringende Schwert Mariens bezieht sich auf den biblischen Text des Heiligen Simeon: „Dir selbst aber wird ein Schwert durch die Seele dringen“ (Lk 2,35 ).
Über dem Altar befindet sich ein eigenhändiges Werk von Rubens mit dem Titel Madonna umgeben von Heiligen (etwa 1638). Das Werk zeigt die souveräne Meisterschaft von Rubens. Dieses Werk wurde einst bei Rubens bestellt, aber unerklärlicherweise nicht an den Kunden geliefert. Rubens gab ihm eine neue Bestimmung. In einer barock wirbelnden Kreisbewegung verbindet Rubens in diesem Gemälde dynamisch die an ihren Attributen erkennbaren Figuren wie Maria mit Christus, den Kirchenvater Hieronymus auf seinem Löwen, Maria Magdalena mit Balsamkrug und den heiligen Georg mit dem besiegten Drachen.

#### Unterirdischer Teil der Grabkapelle
Außer Peter Paul Rubens und seiner Frau Helena Fourment sind dort folgende Familienmitglieder begraben:
- Daniel Fourment, verheiratet mit Clara Stappaert: Schwiegervater von Peter Paul Rubens
- François I., Sohn von Peter Paul Rubens: Schöffe von Antwerpen, verheiratet mit Suzanne Charles
- Alexander Rubens, Herr von Vremdyck, Enkel von Peter Paul Rubens
- Albert Rubens, Sohn von Peter Paul Rubens, verheiratet mit: Clara del Monte
- Clara IV Joanna, Dame von Merksem, Tochter von Peter Paul Rubens, verheiratet mit Marr. Philip Constant de Parys
- Nicolas Piqueri, er heiratete Elisabeth Fourment im Jahr 1627
- Ghisbert van Colen, verheiratet mit Mary Fourment, Nichte von Helena
- Emmanuel van Hoorebeeck, Sohn von Hendrik und Johanna Fourment
- Ferdinand Helman, Schwiegervater von Nicolaas Rubens, Herr von Rameyen, verheiratet mit Catharine Vander Veken.

## St.-Jakobus-Kirche und Santiago de Compostela
Wie in vielen anderen europäischen Städten fanden auch in Antwerpen die Pilger auf dem Weg zum Grab des heiligen Jakobus in Santiago de Compostela Unterkunft. Ab 1431 wurde diese Herberge in ein Gasthaus außerhalb der ehemaligen Stadtmauern verlegt. Als die Kapelle 1476 zur Pfarrkirche erhoben wurde, führte dies 15 Jahre später zum Bau der heutigen Kirche.